# Lophotoma strigata
Lophotoma strigata är en fjärilsart som beskrevs av Turner. Lophotoma strigata ingår i släktet Lophotoma och familjen nattflyn. Inga underarter finns listade i Catalogue of Life.